# Kulan (tv-serie)
Kulan, även Carlssons kula, var en svensk lördagsunderhållning som sändes hösten 1990 och våren 1991 på SVT 1. Den spelades in i Studio 2 på TV-huset. Programledare var Janne "Loffe" Carlsson. Bland annat medverkade Mariah Carey som gästartist, och Siw Carlsson fick sitt publika genombrott som städerskan Augustina, efter att ha upptäckts i Kalmarrevyn. Satsningen fick  genomgående ett svalt mottagande av kritikerkåren.